# جگن دره
جّگَنِ دَرّه (انگلیسی: Carex vallicola) گونه‌ای از جگن است. این گیاه بومی مناطق غربی آمریکای شمالی از بریتیش کلمبیا تا نیومکزیکو است و در انواع زیستگاه‌های مرطوب و خشک، از جمله جنگل‌ها و علفزارها رشد می‌کند. این جگن توده‌هایی از ساقه‌ها تولید می‌کند که ارتفاع آن‌ها تا حدود ۶۰ سانتی‌متر می‌رسد. گل‌آذین آن خوشه‌ای متراکم از چند سنبل گل است. میوه درون پوشش قهوه‌ای‌رنگی به نام پریگینیوم قرار دارد.